# 祿嘉·穆雷尚
祿嘉·穆雷尚（Lucian Mureșan；1931年5月23日—）是現任及首任弗格拉什與阿爾巴尤利亞大總主教，他也是希臘禮天主教與合一的羅馬尼亞教會最高負責人。

## 生平
1931年5月23日，祿嘉·穆雷尚在羅馬尼亞巴亞馬雷出生。1964年12月19日晉鐸，1990年5月27日晉升為馬拉穆列什教區主教。
及後於1994年獲選為弗格拉什暨阿爾巴尤利亞總教區總主教。直至聖座於2005年將該總教區升格為大總教區，同時他也被任命為該大總教區首任大總主教。2012年2月18日獲教宗本篤十六世任命為主教級樞機。

## 外部連結
- Entry at Catholic-Hierarchy （页面存档备份，存于）